# Freddy Fazbear's Pizzeria Simulator
Freddy Fazbear's Pizzeria Simulator (a menudo abreviado como FFPS, y también conocido como Five Nights at Freddy's 6) es un videojuego de terror independiente de simulación económica del género «point-and-click» desarrollado y publicado por Scott Cawthon, siendo la sexta entrega de la serie de videojuegos de Five Nights at Freddy's y, cronológicamente, se establece un tiempo después de los acontecimientos del tercer juego, transcurriendo en octubre del 2023
, El juego fue lanzado el 4 de diciembre de 2017 a través de Steam, con puertos móviles para Android e iOS, titulados como FNaF 6: Pizzeria Simulator, siendo lanzados en agosto de 2019; a diferencia de la versión para Microsoft Windows, la versión para móviles es «pay-to-play», y eso significa que se tiene que pagar por jugar en Android, habiendo sido desarrollada y publicada por Clickteam USA LLC.
Freddy Fazbear's Pizzeria Simulator recibió críticas generalmente positivas por los medios de la industria, siendo elogiado por su inquietante atmósfera y su banda sonora original. Una secuela cronológica, Five Nights at Freddy's: Help Wanted, fue lanzada el 28 de mayo de 2019.

## Argumento
Algún tiempo después de los acontecimientos del tercer juego, en octubre de 2023, Michael Afton es el nuevo franquiciado de la renovada empresa de "Fazbear Entertainment", con sede en el condado de Washington, Utah. Después de hacer una inversión inicial (una pequeña habitación, mesas, sillas y un sistema de electricidad), Michael es dejado para desarrollar la construcción de un nuevo restaurante familiar de Freddy Fazbear's Pizza. Concluyendo la primera noche, se le anima a prepararse para una "prueba definitiva", que es una gran fiesta de cumpleaños para el sábado. Terminando el día, se le indica a Michael que complete una lista de verificación de mantenimiento de cuatro personajes animatrónicos — Springtrap (que sobrevivió al incendio de Fazbear's Fright), Circus Baby y Ennard (que están completamente deteriorados tras los acontecimientos del quinto juego, tomando Baby una forma denominada "Scrap Baby" y Ennard reformándose en Molten Freddy), y un nuevo animatrónico conocido como "Lefty" — que han sido encontrados en un callejón cercano al edificio.
Después del sábado, Circus Baby le revela a Michael que ellos están allí para recibir un regalo y que harán lo fueron creados para hacer, haciendo que su padre esté orgulloso de ella. De repente, la voz de una persona que también se encuentra allí (fuertemente implicado en ser Henry de Five Nights at Freddy's: Los ojos de plata) la interrumpe, llamándola por su nombre, Elizabeth, insinuando que tal vez ya ni siquiera recuerda dicho nombre, y diciéndole que ella y los demás animatrónicos, sin saberlo, están atrapados en el laberinto de conductos de ventilación del restaurante mientras revela que ha planeado una salida para Michael, pero tiene la sensación de que él preferirá quedarse. La voz explica que también se va a quedar, diciendo que todos los recuerdos del restaurante con sus otras ubicaciones no serán recordados y que todo lo que sucedió puede comenzar a desvanecerse. Mientras esto ocurre, se muestran imágenes de los establecimientos de las anteriores entregas, revelando que su historia acaba de llegar a su final.
Se revela el restaurante ha sido incendiado con todos los presentes en su interior mientras que los animatrónicos, en vano, intentan escapar a medida que son envueltos en el fuego. Con todo ardiendo a su alrededor, la voz le cuenta a Michael que había sido contratado para atraer a los animatrónicos a una trampa, y que las almas atrapadas dentro de ellos finalmente descansarán en paz, con la excepción de la de William Afton, que está en el interior de Springtrap, a quien informa que "el pozo más oscuro del infierno se ha abierto para tragárselo entero", pidiéndole a su viejo amigo no dejar esperando al diablo. Luego, habla con su fallecida hija (fuertemente implicada en ser Charlotte de las novelas oficiales), cuya alma es revelada en haber estado dentro de Puppet (uno de los antagonistas del segundo juego) y que ahora se encuentra en el interior de Lefty, diciéndole que sabía que regresaría, disculpándose por no haber estado a su lado cuando ella murió.
Finalmente, la voz se lamenta que "nadie estuviera allí para levantarla en sus brazos, así como ella levantó a otros con los suyos"; esto implica que, cuando su alma poseía a Puppet, ella fue responsable de ayudar a las almas de los niños asesinados por Afton a permanecer dentro de los animatrónicos originales. Concluyendo su narración, la voz comenta que es hora de que su hija, y aquellos a quienes ayudó, puedan descansar en paz mientras el fuego termina de consumir el restaurante; una última escena menciona que se ha completado la semana de trabajo, obteniendo un certificado de "finalización".
Una serie de finales alternativos también pueden ser obtenidos, dependiendo de las acciones del jugador durante el transcurso de la semana:
- Si Michael no ha verificado a los animatrónicos en el callejón, recibe demasiadas demandas en el restaurante o es declarado en quiebra, será despedido de su trabajo, obteniendo un certificado de "bancarrota".
- Si Michael no invierte nada en el restaurante, será despedido de su trabajo, siendo calificado como "perezoso" y obteniendo un certificado de "mediocridad".
- Si Michael compra varios artículos con riesgo de responsabilidad, será felicitado por tomar riesgos, pero criticado por volverse imprudente, obteniendo un certificado indicando que "ha sido incluido en la lista negra".
- Si Michael descubre unos planos e información secreta en su oficina de seguridad tras comprar un artículo específico llamado "Egg Baby (Data Archive)", será despedido de su trabajo, obteniendo un certificado de "locura". Durante la escena inicial de este final, la voz de la persona le revelará a Michael que él, involuntariamente, ayudó a Afton a construir a los animatrónicos, con su hija siendo la primera víctima de su asesinato masivo.

Una escena después de los créditos será desbloqueada al descubrir ciertos secretos dentro de algunas máquinas recreativas compradas para el restaurante, mostrando un cementerio con seis lápidas; cuatro de ellas tienen los nombres de Gabriel, Fritz, Susie y Jeremy (revelados en ser los niños que poseían a Freddy Fazbear, Bonnie, Chica y Foxy en la primera entrega), la quinta lápida está tapada (más tarde, siendo revelada en ser la de Cassidy, una niña cuya alma poseía a Golden Freddy) y la sexta está en el fondo del paisaje (más tarde, siendo revelada en ser la de Charlotte), obteniendo un certificado de "guardián de la historia".

## Jugabilidad
Freddy Fazbear's Pizzeria Simulator es un videojuego, en su mayoría, de simulación económica; comenzando como un juego de 8-bits, el jugador debe controlar a Freddy Fazbear, el antagonista principal de la primera entrega, para distribuir pizzas a varios niños. Finalmente, la jugabilidad de esta sección del juego termina en un «glitch», que es introducido a propósito.
A continuación, el juego cambia a una habitación oscura donde el jugador se enfrentará a una versión completamente deteriorada de Circus Baby (denominada como "Scrap Baby"), una de las protagonistas de la quinta entrega. Una serie de casetes instruirán al jugador para observar a la animatrónica y documentar sus respuestas a varias estimulaciones de audio, debiendo completar una lista de verificación que contenga las opciones de "SÍ", "NO", e "INSEGURO". Si el jugador siente que la animatrónica está a punto de realizar un «Susto repentino», puede someterla con un arma de electrochoque. Sin embargo, perderá valor si es sometida más de tres veces, disminuyendo la cantidad de beneficios posibles que se podrían obtener de ella. Si el jugador tiene éxito en esta parte del juego, ganará una recompensa en efectivo; si no tiene éxito, no obtendrá ninguna recompensa. Por otro lado, el jugador puede negarse a quedarse con la animatrónica, descartándola. Esta tarea debe ser completada con un animatrónico diferente después de cada uno de los primeros cuatro turnos diurnos del juego.
Una escena de introducción con una unidad de tutorial será mostrada al jugador para que, durante el día, el juego se transforme en un simulador económico, donde el jugador será el encargado de manejar su propio restaurante, comprando decoraciones y colocándolas alrededor del establecimiento. Comprar estos artículos puede aumentar los estándares de atmósfera, salud o seguridad, y entretenimiento, con la posibilidad de dar ingresos adicionales de los clientes. Sin embargo, muchos de estos artículos también pueden aumentar la responsabilidad y dar lugar a demandas judiciales que se pueden combatir o resolver, ambos a costa de dinero. Ofertas de patrocinio de distintas empresas pueden ser aceptadas por dinero, pero más adelante pueden causar distracciones de audio para el jugador. Máquinas recreativas compradas para el restaurante también puede ser utilizadas para jugar minijuegos de 8-bits.
Durante la noche, la siguiente mitad del juego se transforma en un videojuego de supervivencia y estrategia con elementos de «point-and-click»; el jugador se encontrará usando una computadora para completar varias tareas para mantener su restaurante. Sin embargo, cualquier animatrónico comprado u obtenido para el establecimiento intentará atacar al jugador, pudiendo ser detenidos al iluminar la linterna del jugador en las aberturas de los conductos de ventilación o al usar un conjunto de dispositivos de audio que pueden ser usados para atraer a los animatrónicos lejos de la posición del jugador. El jugador también puede usar una red de detectores de movimiento para rastrear a los animatrónicos de un lugar a otro; a diferencia de las anteriores entregas, los cuatro animatrónicos del juego — Circus Baby, Springtrap, Ennard (denominado como "Molten Freddy") y Lefty — comparten el mismo comportamiento en lugar de tener diferentes mecánicas.
Tanto el ruido de la computadora como del sistema de ventilación primario interferirán con los sonidos de movimiento de los animatrónicos. El jugador puede actualizar el equipo de su oficina de seguridad para aumentar la eficiencia y reducir el nivel de ruido. Además, el jugador puede cambiar a un sistema de ventilación secundario que funciona más silenciosamente, pero que no es tan efectivo para controlar la temperatura del ambiente. Cualquier patrocinio aceptado hará que se reproduzcan ruidosos anuncios al azar en la computadora, atrayendo a los animatrónicos y haciendo que el jugador no pueda escucharlos o hacer nada durante varios segundos. Cada día terminará cuando las tareas diarias sean completadas mientras que cada noche terminará cuando la computadora sea apagada.
El juego terminará después de que se hayan completado los seis días con las seis noches. Varios finales diferentes pueden ser obtenidos, dependiendo de factores como el grado de mejora realizado en el restaurante, el número de demandas presentadas contra el edificio por los clientes y si se obtuvo o no a cada animatrónico, entre otras condiciones. De manera adicional, desbloquear cada final distinto por separado otorgará un certificado en el menú, haciendo un total de seis certificados.

## Desarrollo
En junio de 2017, Scott Cawthon insinuó el desarrollo de una sexta entrega en la serie, con una imagen «teaser» publicada en su página web, que mostraba lo que parecían ser los ojos iluminados de Circus Baby. Sin embargo, más adelante, anunció su decisión de cancelar el juego para desarrollar un videojuego por separado, de manera similar a FNaF World, como un "simulador económico" mientras que varias otras imágenes «teaser» haciendo alusión a este nuevo juego comenzaron a ser publicadas.
En febrero de 2018, mediante una publicación en los foros de la comunidad de Steam, Cawthon reveló que el juego era la sexta entrega de la serie, disfrazada bajo un simulador; además, también anunció que pensaría en obtener ayuda de editoriales más grandes para hacer más entregas en el futuro. En una versión editada de la misma publicación, Cawthon agregó que estaría desarrollando una "noche personalizada definitiva" que, como se reveló en su página web, tendría alrededor de cincuenta personajes de todas las entregas atacando al jugador; esto debía ser lanzado el 29 de junio de 2018. No obstante, el 22 de junio, Cawthon realizó otra publicación en Steam, revelando que el juego estaba planeado para ser lanzado ese mismo día, pero debido a que le había prometido al YouTuber Lewis Dawkins (también conocido como "Dawko" en la plataforma) que no lo lanzaría hasta que él volviera de sus vacaciones, esperó hasta el 27 de junio de 2018, el día en que Dawkins regresó de sus vacaciones, para lanzar el juego de manera separada.

### Lanzamiento
Freddy Fazbear's Pizzeria Simulator fue lanzado gratuitamente el 4 de diciembre de 2017 por primera vez para Microsoft Windows a través de Steam. El 13 de agosto de 2019, se lanzó un puerto para Android a través de Google Play Store mientras que un puerto para iOS fue lanzado al día siguiente, el 14 de agosto del mismo año; a diferencia de la versión para Microsoft Windows, las versiones móviles son «pay-to-play».

## Recepción
Freddy Fazbear's Pizzeria Simulator recibió críticas generalmente positivas, con GameCrate llamándolo "lo más valioso en juegos en este momento" mientras que Rock, Paper, Shotgun lo calificó de "espeluznante como el infierno". The Ball State Daily News también le dio una crítica positiva al juego, diciendo que es "una evolución interesante de la fórmula de Five Nights at Freddy's".